# Beleg van Rijnberk (1586-1590)
Het Beleg van Rijnberk (thans Rheinberg) vond plaats tussen 13 augustus 1586 en 3 februari 1590, tijdens de Tachtigjarige en Keulse Oorlog. Het Spaanse leger onder leiding van Alexander Farnese (hertog van Parma) en later Peter Ernst I van Mansfeld omsingelde, belegerde en veroverde Rijnberk na een jarenlange uitputtingslag. Maarten Schenk van Nydeggen en Francis Vere probeerden de troepen in de stad nog wel hulp te bieden, maar dat mocht niet baten.

## Aanloop
Rijnberk werd in 1583 door Adolf van Nieuwenaar ingenomen, en werd daarmee een dubbel steunpunt voor Nederlandse en Keulse protestantse strijdkrachten; in beide oorlogen waren zij aan de verliezende hand en werkten samen tegen de 'katholieke' legers onder de landvoogd Parma en keurvorst Ernst van Beieren, die eveneens tezamen ten strijde trokken. De stad lag aan de Rijn, waardoor het invloed had op het scheepvaartverkeer over deze rivier. Parma kwam Ernst te hulp en trachtte tegelijkertijd het Spaanse troepentransport naar de Nederlanden veilig te stellen. Rijnberk werd verdedigd door een slecht bevoorraad Nederlands-Keuls garnizoen.

## Belegering

### 1586
Op 13 augustus sloeg Parma het beleg voor Rijnberk; de Staatse veldmaarschalk Maarten Schenk en de Engelse kapitein Thomas Morgan verdedigden de stad. De Staten beseften dat Rijnberk het niet lang zou uithouden en besloten tot een afleidingsmanoeuvre. Leicester ging daarom met een leger naar Doesburg en veroverde het na drie dagen op 13 september, trok verder en sloeg het beleg voor Zutphen. Toen Parma dat hoorde, staakte zijn onderneming omdat hij wist dat Zutphen slechts voorraden had om 3 weken te doorstaan, en wijzigde (op 17 september) zijn beleg van Rijnberk tot een loutere omsingeling om hulp van buitenaf te blijven belemmeren, terwijl hij met de hoofdmacht van zijn leger optrok naar Zutphen. Parma liet Claude Berlot achter om Rijnberk in gedeeltelijke staat van beleg te houden.

### 1587-1589
Daarna werd Rijnberk slechts ingesloten door Spaanse troepen, maar niet aangevallen; men hoopte de stad uit te kunnen hongeren, want er waren niet genoeg manschappen om aan te vallen. Dit mislukte echter, omdat men er verscheidene malen in slaagde Rijnberk te bevoorraden, zoals Maarten Schenk op 28 juli 1589 (vlak voor hij omkwam bij de aanslag op Nijmegen). Anderzijds slaagden de Staatsen er niet in de omsingeling op te heffen; zo besloten de Staten-Generaal op 15 juni 1587 om een Noord-Duits ruiterleger te werven om Rijnberk en Sluis te ontzetten, maar dat mislukte. Maarten Schenk kreeg van de Staten 20.000 guldens per jaar, het recht om tol te heffen op schepen die langs Rijnberk voeren en de omgeving te brandschatten; zo belangrijk werd de verdediging van de stad gevonden. Aan Spaanse zijde klaagde Francisco Verdugo: 

...het langdurige beleg van Rijnberk heeft Zijne Majesteit [Filips II] vele duizenden escudo's gekost, zonder dat die plaats wat waard was. De stad was, wat garnizoen aangaat, de zwakste die er in de hele Nederlanden is en als Zijne Hoogheid [Parma] haar had aangevallen, zou hij haar zonder twijfel alleen met graafwerk in een paar dagen hebben kunnen innemen.

Vanaf 1588, toen de protestanten definitief de Keulse Oorlog hadden verloren, zetten de Nederlanders en Engelsen de verdediging zonder Keulse steun voort.

### 1589-1590
De Spaanse legerleider Varembon kwam ten slotte met versterkingen en liet Rijnberk in september 1589 nauw insluiten en opnieuw belegeren, waardoor de stad niet meer bevoorraad kon worden. De Staten-Generaal stuurden Francis Vere naar de stad om het te bevoorraden. Dit was een kostbare onderneming: bij de stad aangekomen schakelde het leger van Vere 800 Spaanse soldaten uit, waardoor het de stad kon bevoorraden. Deze bevoorrading was echter niet voldoende en de Staten-Generaal wilden de stad niet nogmaals bevoorraden, omdat dit te kostbaar zou worden. Op 3 februari gaf de stad zich over aan de Spanjaarden.

## Nasleep
De stad zou tot 1597 in Spaanse handen blijven, waarbij de Habsburgse legers een belangrijke handelsroute van de Republiek blokkeerden. Daaraan kwam tijdelijk een einde toen Maurits van Nassau, de latere prins van Oranje, de stad tijdens het begin van zijn veldtocht in 1597 heroverde. De stad zou tijdens de Tachtigjarige Oorlog nog een aantal malen van zijde veranderen, waardoor het de bijnaam kreeg: de hoer van de oorlog (la puta de la guerra).
Beleg van Rijnberk (1586-90) · 
Beleg van Rijnberk (1597) ·
Beleg van Rijnberk (1598) · 
Beleg van Rijnberk (1601) · 
Beleg van Rijnberk (1606) · 
Beleg van Rijnberk (1633)